# The Rain (Lied)
The Rain ist ein Lied von Oran „Juice“ Jones aus dem Jahr 1986, das von Vincent Bell geschrieben wurde und im Album Juice erschien. Für die Produktion zeichneten auch Russell Simmons und Vincent Bell verantwortlich.

## Geschichte
Im Text des Liedes konfrontiert ein Mann aus der Perspektive des Lyrischen Ichs seine Freundin mit ihrer Untreue, da sie mit einem anderen Mann im Regen spazieren ging und dabei seine Hand hielt, wie besonders im Refrain herausgestellt wird.
The Rain erschien am 12. September 1986, in den US-amerikanischen R&B-Charts erreichte es Platz eins und wurde von der Recording Industry Association of America mit der Goldenen Schallplatte ausgezeichnet. Zudem wurde das Lied für zwei Kategorien der Grammy Awards nominiert; es entspricht auch den Musikrichtungen R&B und Synthie-Pop. In der VH1-Liste 100 Greatest One-Hit Wonders of the ’80s erreichte das Lied Platz 63.

## Coverversionen
- 1997: Brixx
- 2001: Si*Sé
- 2004: 213 (My Dirty Hoe)
- 2005: Ledisi feat. Oran „Juice“ Jones